# Kolumbowie (serial telewizyjny)
Kolumbowie – polski czarno-biały serial telewizyjny z 1970 roku, opowiadający o losach przedstawicieli pokolenia Kolumbów – konspiratorów, żołnierzy Armii Krajowej podczas okupacji niemieckiej, a później powstania warszawskiego.
Serial stanowi adaptację dwóch pierwszych tomów powieści Romana Bratnego Kolumbowie. Rocznik 20 w reżyserii Janusza Morgensterna. Scenariusz do serialu napisał również Roman Bratny. Produkcją zajął się Zespół Filmowy „Iluzjon”, a kierownikiem produkcji był Jerzy Buchwald. Muzykę skomponował Jerzy Matuszkiewicz. Zdjęcia nakręcono w 1970, natomiast 9 września tegoż roku serial miał premierę.

## Obsada
- Tadeusz Janczar, jako narrator
- Jan Englert, jako „Zygmunt”
- Władysław Kowalski, jako „Jerzy”
- Jerzy Matałowski, jako Stanisław Skiernik ps. „Kolumb”[a]
- Karol Strasburger, jako „Siwy”
- Krzysztof Machowski, jako „Czarny Olo”
- Marek Perepeczko, jako „Malutki”
- Jerzy Trela, jako por. Jerzy Jagiełło, ps. „Florian” oraz jego brat Władysław
- Alicja Jachiewicz, jako „Niteczka”
- Bożena Kowalczyk, jako Baśka
- Halina Golanko, jako „Ałła”
- Antonina Gordon-Górecka, jako matka Jerzego
- Piotr Pawłowski, jako ojciec „Kolumba”
- Bolesław Idziak, jako major „Junosza”
- Halina Czengery-Wołłejko, jako matka Zygmunta
- Ryszarda Hanin, jako Maria Frazik, więźniarka na Pawiaku
- Wirgiliusz Gryń, jako plutonowy Szymuś, żołnierz LWP
- Jerzy Fidler
- Maciej Damięcki, jako „Kaktus”
- Lech Ordon, jako rzeźnik Kosiorek
- Andrzej Zaorski, jako drukarz
- Janusz Paluszkiewicz, jako Wodecki, właściciel garażu
- Ignacy Machowski, jako przedstawiciel rządu londyńskiego
- Jadwiga Kuryluk, jako kobieta w tramwaju
- Andrzej Szenajch, jako tajniak gestapo
- Helena Dąbrowska, jako matka Basi
- Andrzej Gawroński, jako kat z gestapo
- Krzysztof Kowalewski, jako kat z gestapo
- Jarosław Skulski, jako uczestnik dyskusji z przedstawicielem rządu brytyjskiego
- Paweł Unrug, jako porucznik AK
- Andrzej Siedlecki, jako powstaniec
- Lech Sołuba, jako uczestnik dyskusji z przedstawicielem rządu londyńskiego
- Aleksandra Leszczyńska, jako staruszka, która prosi „Czarnego Ola”, aby ją zastrzelił
i inni

## Lista odcinków
1. Śmierć po raz pierwszy
2. Żegnaj Baśka
3. A jeśli będzie wiosna
4. Oto dziś
5. Śmierć po raz drugi

## Zdjęcia
- Warszawa, Gdańsk.